# Jana Vonášková-Nováková
Jana Vonášková-Nováková, rozená Nováková, (* 7. prosince 1979, Plzeň) je česká houslistka, členka Pražákova kvarteta.

## Životopis
Pochází z muzikantské rodiny (matka učitelka klavíru, bratr klavírista), na housle začala hrát v pěti letech pod vedením Miroslava Nováka. V osmi letech byla druhá v mezinárodní Kocianově houslové soutěži pro mladé talenty, toto umístění ještě pětkrát obhájila. Pražskou konzervatoř studovala u Jindřicha Pazdery v letech 1994 až 2000; během studií debutovala s Pražskou komorní filharmonií pod vedením Jiřího Bělohlávka ve Dvořákově síni Rudolfina (Brahmsův Houslový koncert). V roce 2000 získala 1. cenu na Mezinárodní soutěži mladých houslistů Karola Lipińskiego a Henryka Wieniawskiego v polském Lublinu. V témže roce vyhrála československou hudební soutěž Talent roku 2000, jejíž cenou bylo roční stipendium na Royal College of Music v Londýně. Zde záhy obdržela Orpheus Scholarship, které ji umožnilo dále pokračovat ve studiu u Felixe Andrievského. Účastnila se mistrovských kurzů prof. Roberta Szredera a prestižních houslových kurzů v Keshet Eilon Music Center v Izraeli u prof. Vadima Gluzmana a Gyorgy Pauka. Svá studia na Royal College of Music ukončila v roce 2005 s titulem bakaláře. Následné dvouleté magisterské studium na Akademii múzických umění v Praze pod vedením profesora Václava Snítila zakončila v roce 2007.
Mezitím pilně vystupovala, roku 2001 obdržela ve Štrasburku Evropskou cenu a v roce 2002 se stala jedním ze tří vítězů Young Concert Artists Trust v Londýně, což ji přineslo nabídky na koncertování v prestižních sálech, jakými jsou Wigmore Hall v Londýně, Bridgewater Hall v Manchesteru, St. David’s Hall v Cardiffu, a dále na festivalech po celé Velké Británii.Tyto významné koncerty absolvovala spolu se svým bratrem, klavíristou Petrem Novákem, který je jejím pravidelným klavírním partnerem. Mimo svých zahraničních vystoupení se roku 2001 zúčastnila vánočního koncertního turné s českým houslovým virtuosem Václavem Hudečkem. Roku 2003 se stala laureátkou festivalu Juventus ve francouzském Cambrai.
Sólově vystoupila s významnými českými a zahraničními orchestry (Belgian National Orchestra, European Union Chamber Orchestra, Nagoya Philharmonic Orchestra, FOK, PKF aj.), na festivalech Pražské jaro, Festspiele Mecklenburg-Vorpommern a jiných. Koncertovala ve většině zemí Evropy, v Izraeli, Egyptě, Thajsku, Číně, Japonsku, USA, Kanadě i Brazílii. Natáčela pro Český rozhlas a Českou televizi, pro rozhlasy ve Francii, Velké Británii a televizi v Japonsku.

## Přítomnost
Roku 2015 se stala primáriem Pražákova kvarteta, se kterým koncertuje po celém světě, na prestižních festivalech a koncertních sálech. V sezoně 2019-2020 nastuduje a v září 2020 v Japonsku provede komplet Beethovenových smyčcových kvartetů. Komorní hudba je těžištěm její umělecké činnosti, koncertuje také v duu se svým bratrem Petrem Novákem (klavír) a s Janou Vavřínkovou-Douchovou (viola).

## Diskografie
Jana Vonášková-Nováková nahrává s kompletním Smetanovým triem i v jiných sestavách. Zde jsou nejlépe hodnocené nahrávky:

### Smetanovo trio
- Antonín Dvořák: Klavírní trio f moll, op. 65, Klavírní trio Dumky, op. 90, Bedřich Smetana: Klavírní trio g moll, op. 15 (CD Triart 2004)
- Bedřich Smetana: Klavírní trio g moll, op. 15, Vítězslav Novák: Klavírní trio c moll, op. 2, Josef Suk: Elegie pro housle, violoncello a klavír op. 23, Klavírní trio d moll, Quasi una ballata, op. 27 (CD Supraphon 2005)
- Antonín Dvořák: Klavírní trio Dumky, op. 90, Klavírní trio č. 3 f moll, op. 65 (CD Supraphon 2006)
- Antonín Dvořák: Klavírní trio B dur, op. 21, Zdeněk Fibich: Klavírní trio f moll, Bohuslav Martinů: Klavírní trio č. 2 d moll (CD Supraphon 2007)
- Antonín Dvořák: Klavírní trio a moll, op. 50, Petr Iljič Čajkovskij: Klavírní trio g moll, op. 26 (CD Supraphon 2008)
- Felix Mendelssohn-Bartholdy: Klavírní trio č. 1 d moll, op. 49, Franz Schubert: Klavírní trio Es dur, op. 100 (CD Supraphon 2010)

### Ostatní
- Franz Schubert: Duo Sonáta A dur – Allegro moderato, Antonín Dvořák: Sonáta F dur, op. 57 – Allegro molto, Karol Szymanowski: Tři capriccia podle paganiniho, op. 40, klavír – Petr Novák (CD Orientis, Londýn 2002)
- Wolfgang Amadeus Mozart: Sonáta e moll – Allegro, Leoš Janáček: Sonáta op. 17 – Con moto, Sergej Prokofjev: Sonáta č. 2 D dur, op. 94 – Allegro con brio, klavír – Llyr Williams (CD Orientis, Londýn 2004)
- Antonín Dvořák: Koncert pro violoncello b moll, op. 104, Silent woods pro violoncello a orchestr, op. 68, Rondo g moll pro violoncello a orchestr, op. 94, Moravská filharmonie Olomouc (CD Cube Bohemia 2004)
- Ludwig Van Beethoven:Sonáta č. 7 c moll – Scherzo (Allegro), Robert Schumann: Sonáta č. 1 a moll, op. 105, klavír – Alba Ventura (CD Orientis, Londýn 2005)
- Darius Milhaud: Le Boeuf sur le toit, Benjamin Britten: Suita pro housle a klavír, op. 6 – Waltz, Bohuslav Martinů: Sonáta č. 3 pro housle a klavír – Lento-Moderato-Allegro, klavír – Petr Novák (CD Cube Bohemia 2008)[1][5]
- Karel Pexidr: Klavírní a houslové koncerty. Jindřich Duras, Petr Novák-klavír, Jana Vonášková Nováková-housle, Plzeňská Filharmonie, Tomáš Brauner (Radioservis 2010)
- Johannes Brahms: Sonáty pro housle a klavír č. 1 G dur, op. 78 a č. 3 d moll, op. 108, F.A.E. Sonáta Jana Vonášková Nováková-housle, Irina Kondratenko-klavír (Supraphon 2014)
- Bedřich Smetana: Smyčcové kvartety č. 1 e moll “Z mého života” a č. 2 d moll, Klavírní trio g moll, op. 15 Pražákovo kvarteto, Nathalia Milstein-klavír (Praga Digitals 2017)

## Nástroj
Jana Vonášková-Nováková hraje na mistrovské housle zhotovené v roce 2006 českým houslařem Petrem Sedláčkem z Plzně.